# Артем Бебик
Артем Бебик (нар. 7 лютого 1990, Миколаїв) — український письменник, перекладач, блоґер, організатор літературних заходів і маркетолог. Знакова особа і піонер української інтернет-субкультури іміджборд. Родом з Миколаєва, живе і працює у Львові.
Пише вірші, оповідальні форми. Друкується в журналах «Дзвін», «Соборна вулиця» та інших.
Веде кілька блоґів, зокрема популярний мікроблоґ на Фейсбуку.

## Життєпис і творчість
Народився в Миколаєві в робітничій сім'ї російськомовних українців. Повністю перейшов на українську в 19 років, що було пов'язано з рішенням писати рідною мовою.
Ранній етап творчості експериментальний, дехто характеризує як постмодерністський, хоча сам автор зізнавався, що приліпив «ярлик» цього напрямку «з маркетологічною метою».
В Миколаєві організовував літературні читання і літературно-музичні вечори.
Виступав на групових і сольних літературних читаннях у Києві, Миколаєві, Одесі, Херсоні, Луцьку, Івано-Франківську, Харкові, про що звітував на блозі.
Артем Бебик разом з Олегом Дорошем, Іриною Павленко та групою інших миколаївських літераторів є учнем миколаївського письменника Михалка Скаліцкого.
2016 року переїхав до Львова. Закінчив львівські курси письменницької майстерності, де серед лекторів були Тарас Прохасько, Юрій Винничук, Юрій Андрухович. За словами Артема Бебика, Тарас Прохасько і Юрій Винничук позитивно відгукнулися про його тексти.
Роман «Тихий Дім» Богдан Смоляк в критичному огляді журналу Дзвін називає «абсолютно збитошним, технологізовано-сленгованим» і відзначає як такий, що запам'ятовується. Щодо іншої публікації, історії «Розбиваючи місто», пан Смоляк виділяє «гіпемоторику стосунків», як провідну цінність тексту.

## Критика
Головною мішенню критики в текстах Артема Бебика зазвичай є нецензурна лексика, яку автор вільно використовує. Наприклад, коли коментар Артем Бебика опублікували в рамках проекту «Переходь на мову», то це спричинило деяку критику, що втім не завадило передати суть, як відзначив в інтерв'ю організатор проекту Олександр Іванов:
|  | Поет із Миколаєва Артем Бебик написав вірша про російську з лайкою, і ми його додали до розповіді. Трохи нас критикували читачі за таку поезію. Але головне, що саму тематику дуже тепло сприймають, у тому числі, російськомовні. |

## Публічні дискусії
Відгук у пресі отримала суперечка Артема Бебика з колишнім міністром економіки Тимофієм Миловановим, де перший розкритикував екс-міністра за неприйняття книжок. Дискусія закінчилася переходом державного чиновника на російську й проханням поета говорити з ним державною мовою, на що міністр не відреагував.

## Публікації
2015 — добірка віршів — журнал «ТекстOver»
2016 — В окияні одиноких акаунтів (добірка віршів) — журнал «Соборна вулиця»
2018 — роман «Тихий Дім» — журнал «Дзвін»
2019 — новела «Розбиваючи місто» — журнал «Дзвін»

## Відзнаки
1. Золота Арфа (2012) — лавреат[21]